# Espundia
Se llaman espundias a unas úlceras que salen a las caballerías. 
Su base es más estrecha que la extremidad, cubiertas de un pellejillo blancuzco, en las cuales el pelo está claro y árido. A veces, son unos pezoncillos de donde se rezuma una ligera humedad. Estos por lo común producen mucha serosidad. Salen en la caña, en el menudillo, en la cuartilla y en la ranilla: sobrevienen regularmente a los caballos que han padecido arestín y provienen de las mismas causas. 
En cuanto comienzan a salir las espundias, se esquila lo más bajo que sea posible el pelo y después se pasa a cortarlas muy cerca de la piel: se, cubre la herida y se trata. Se pasea al animal y se continúa así hasta que sana perfectamente.
Hay espundias que impiden el movimiento de la articulación del casco y hacen cojear al animal; entonces es necesario dejarlo quieto, cortarle con el bisturí las espundias y tratar la herida. 